# 厄克森
厄克森是德国图林根州的一个市镇。总面积12.51平方公里，总人口628人，其中男性319人，女性309人（2011年12月31日），人口密度50人/平方公里。